# Panitan
Panitan é um município de  terceira classe de renda municipal (d) na província Capiz, nas Filipinas. De acordo com o censo de 1 de maio  de  2020 possui uma população de 42 565 pessoas e 10 868 domicílios.